# Malina kamionka
Malina kamionka (Rubus saxatilis) – gatunek rośliny z rodziny różowatych. Występuje w stanie dzikim w Europie, na Kaukazie, w Mongolii i Chinach.

## Morfologia
PokrójPłożąca bylina o wysokości 10–30 cm, czasem do 50 cm. Niekwitnące pędy wyrastają nad powierzchnię ziemi tworząc łuki, które dotknąwszy wierzchołkiem gleby, zakorzeniają się.
ŁodygaJednoroczne, niedrewniejące łodygi kwiatonośne wyrastają prosto. Wszystkie łodygi mają rozproszone, delikatne kolce. Dołem pokryte są łuskowatymi listkami.
LiścieDługoogonkowe, trójdzielne z odwrotnie jajowatymi listkami, na brzegu grubo piłkowane, zielone. Przylistki jajowato-eliptyczne.
KwiatyBiałe, centymetrowej wielkości, zebrane po 2–8, a nawet dziesięć w luźne, nieco przysadziste baldachogroniaste kwiatostany umieszczone na końcach pędów. Płatki korony wąskie, wyprostowane, krótsze od działek kielicha. Kwitnie w maju i czerwcu.
OwoceNieliczne szkarłatne pestkowce, słabo połączone, tworzą owoc zbiorowy. Powstają rzadko. Są jadalne.

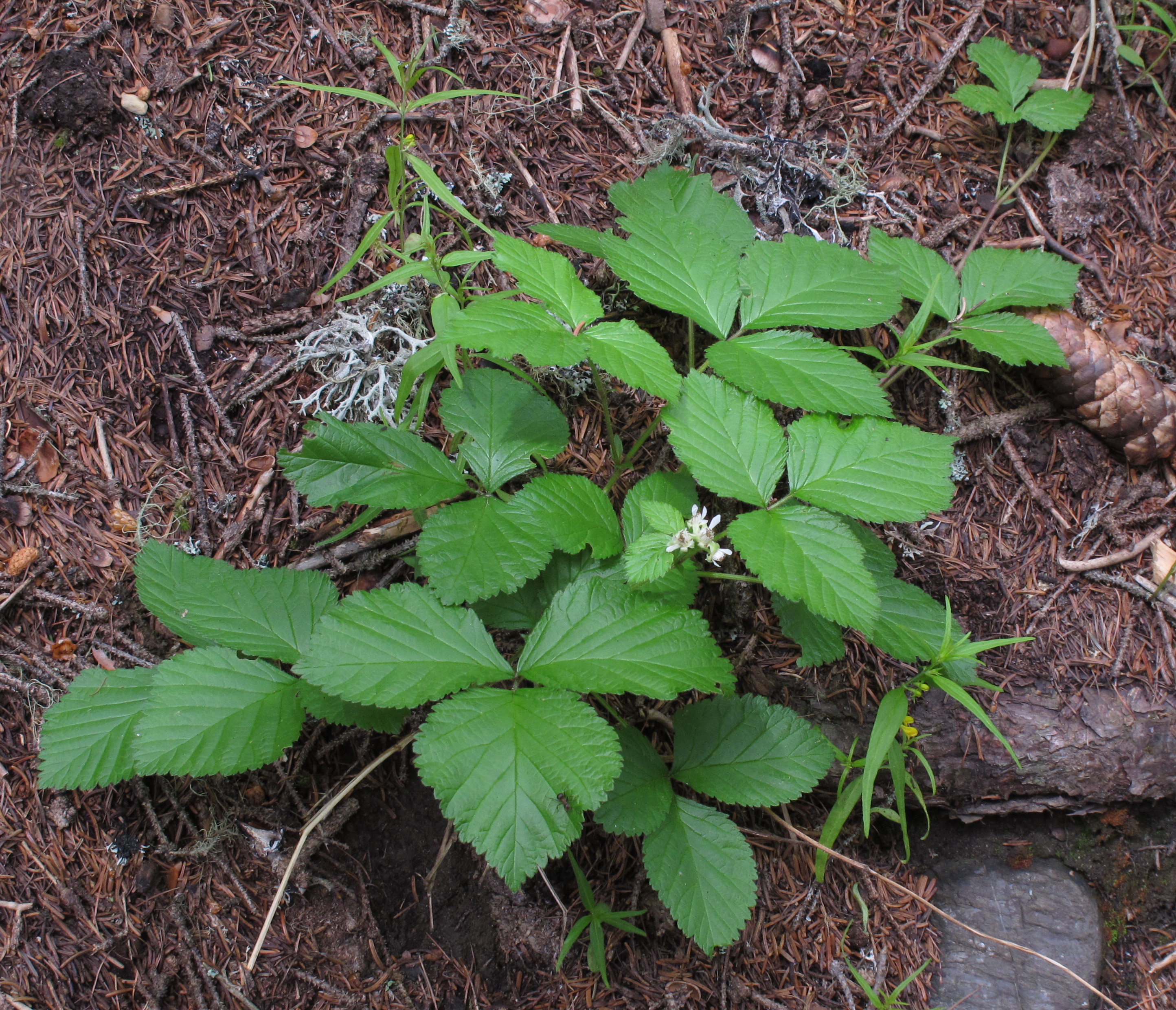
Pokrój rośliny kwitnącej
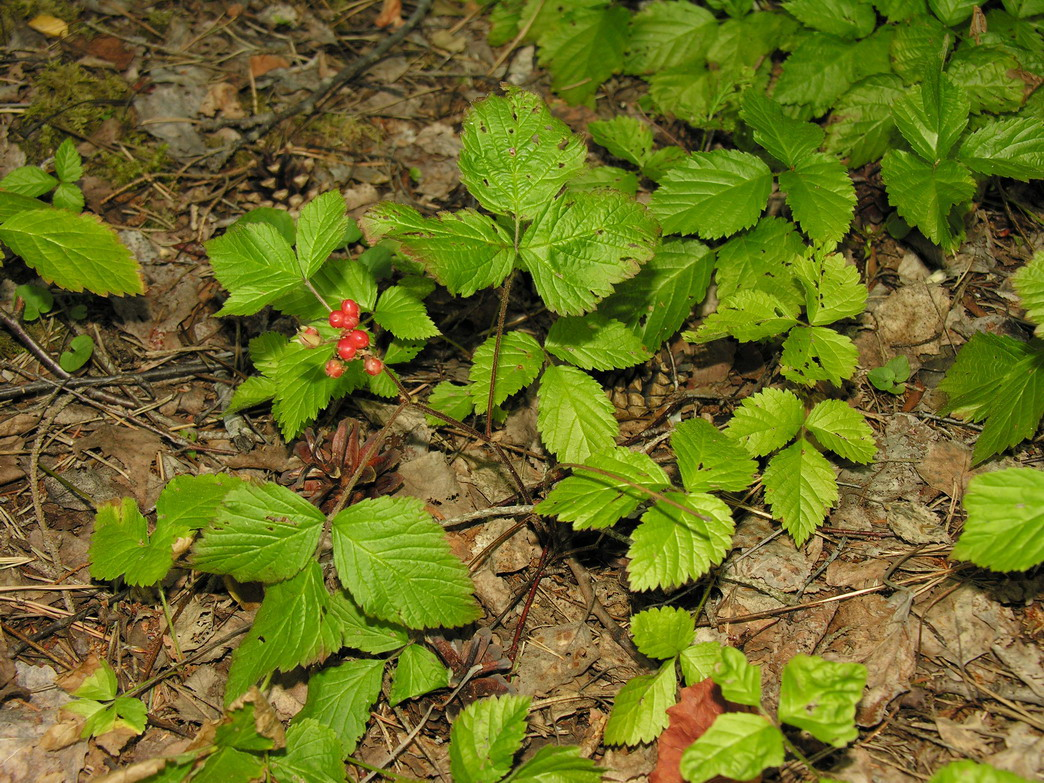
Pokrój rośliny owocującej
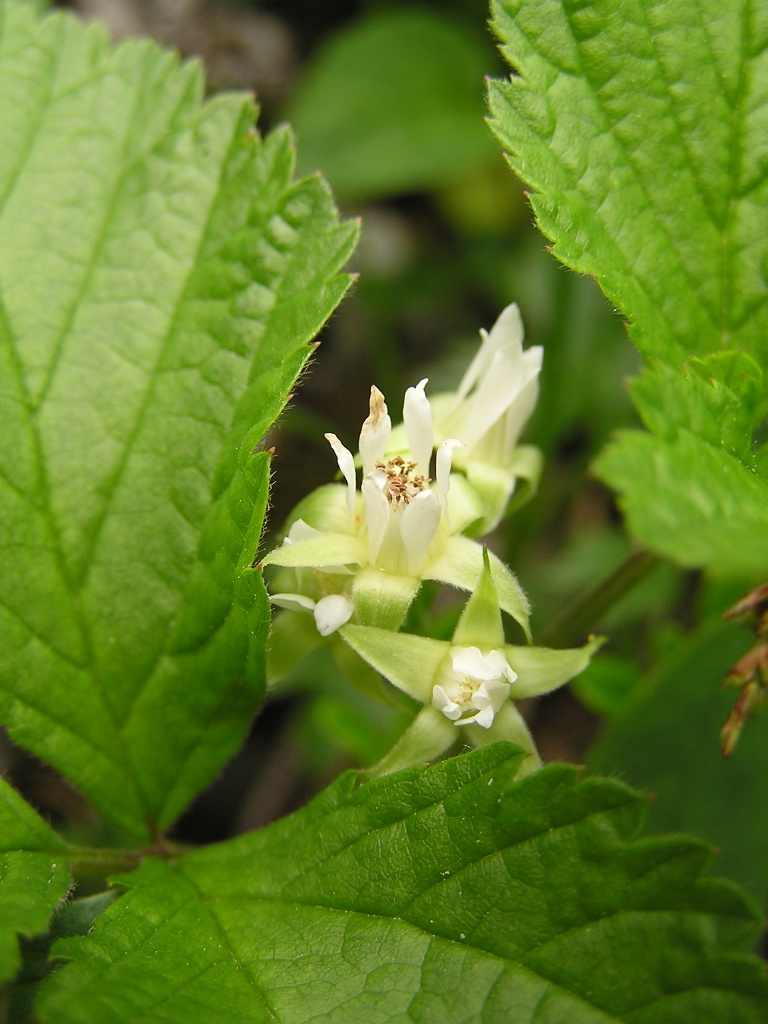
Kwiaty
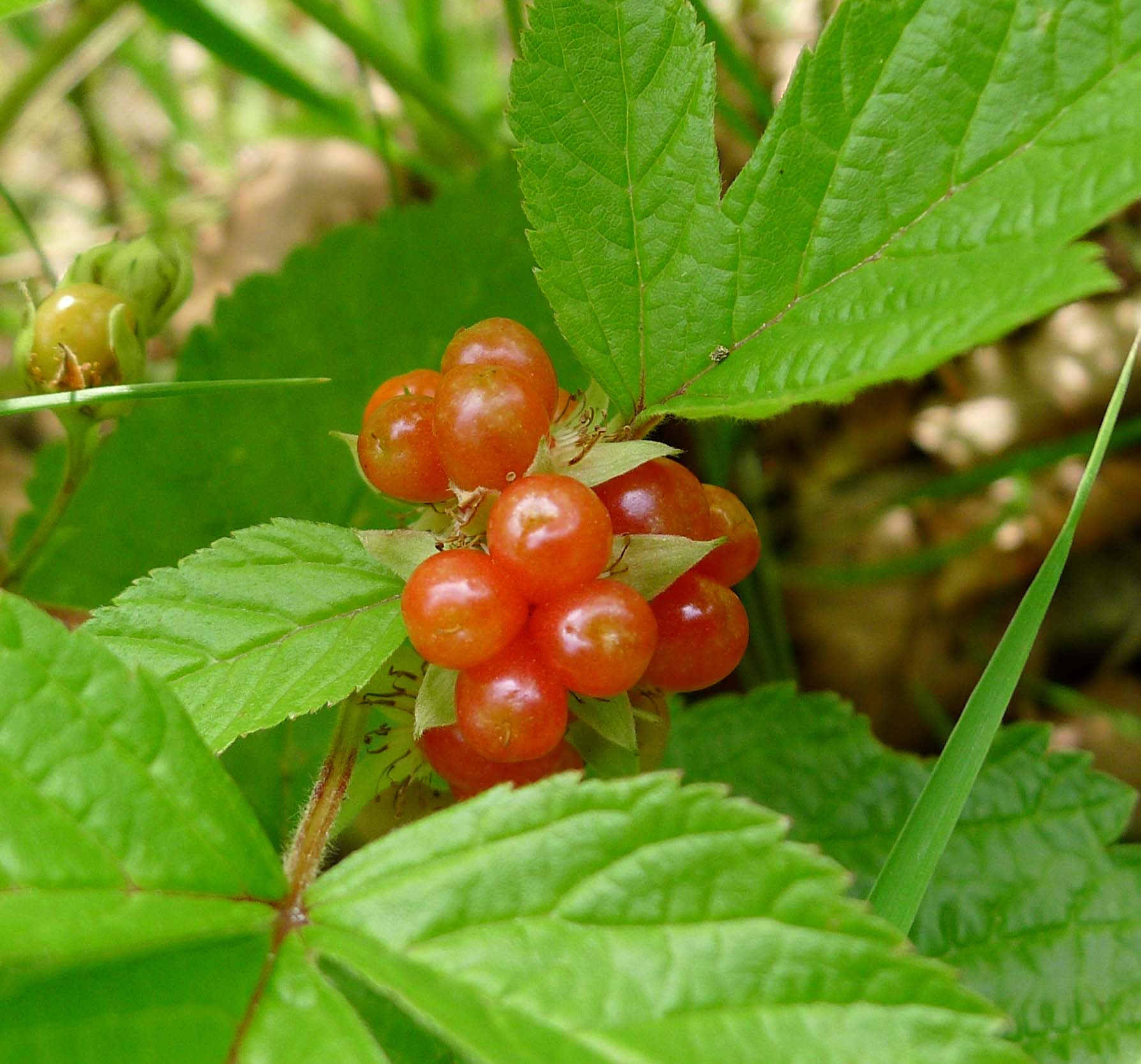
Owoce

## Biologia i ekologia
Bylina. Siedlisko: zarośla, młodniki i lasy mieszane i liściaste; rzadziej w sztucznych drzewostanach szpilkowych. Chętnie na miejscach skalistych, zwłaszcza w górach, gdzie malinę kamionkę można znaleźć jeszcze na wysokości 2000–2400 m n.p.m. Preferuje gleby wapienne i próchnicze.

## Zastosowanie
Sztuka kulinarna: Owoce w smaku podobne do porzeczek, jednak zbierane są nieczęsto gdyż są rzadkie. Można je jeść na surowo.